# John Bel Edwards
John Bel Edwards (ur. 16 września 1966) – amerykański polityk, gubernator Luizjany od roku 2016, członek Partii Demokratycznej.